# 高屋肖哲
高屋 肖哲（たかや しょうてつ、慶応2年11月2日（1866年12月8日） ‐ 昭和20年（1945年）没日不明）は、日本の明治から昭和時代の日本画家。狩野芳崖の弟子で、岡倉秋水、岡不崩、本多天城らと共に芳崖四天王と呼ばれたが、ほとんど画壇との関わりを持たず、自ら「仏画師」と称して市井の画家として生きた。

## 生涯
岐阜県安八郡大垣町大字歩行9番戸（現在の大垣市）に、士族高屋海蔵の次男として生まれる。本姓は疋田、名は徳次郎、達信。数え21歳の明治19年（1886年）2月、一流の画家になるために上京、5月に芳崖に弟子入りする。既に他の四天王3名は弟子入りしており、肖哲は最晩年の門人で、芳崖から可愛がられたという。この頃芳崖は、小石川植物園内にあった図画取調掛(東京美術学校の前身)の職にあり、その事務所は芳崖の門人たちも集ったため、半ば画塾のようだったという。彼らの画家としての基礎はこの頃に培われており、明治20年（1889年）11月に岡倉天心、天城、相馬邦之助らと妙義山へ写生旅行。翌年4月、宮内省、内務省、文部省による臨時全国宝物取調に随行、ここで京都・奈良の古仏に触れ、仏像画家になるのを志す。同年芳崖が没し師がいなくなったため、翌年天心から師の遺志を継ぐよう諭されたこともあり、そのまま第一期生として美術学校に入学する。
4年後の明治26年（1893年）卒業、翌年4月石川県工業学校（現在の石川県立工業高等学校）専門画学部教諭に任命。2年余り務めるが、明治29年（1896年）8月休職を命じられ（理由は不明）そのまま退職。この翌年頃から仏画・宗教美術研究が本格化し、日本美術協会会員にもなっている。明治33年（1900年）10月結婚し、高屋家を分家する。同12月東京美術学校図案科助教になるも（主任教授は今泉雄作）、翌年8月から正木直彦の美校改革のあおりで、9月に依願退職する。以後は教職や官途につくことなく、在野の画家として生きていくことになる。この頃、芳崖の友人で肖哲にも手解きをしたことがあるという狩野友信は、「秋水は村正だ。極よく出来るが絵で人を斫る奴だ。肖哲は正宗だ。決して人を斫らない。果たして秋水は世に売れて、肖哲は蔵れて、人に知られない」と門人を評している。他の資料と照合すると、秋水を村正、肖哲を正宗に例えたのは芳崖で、「果たして」以降は友信が付け加えたことがわかり、当時の肖哲の境遇を物語っているといえる。
明治40年（1907年）アメリカ人モールス（エドワード・S・モースか？）の依頼で、古画の模写を依嘱される。この仕事は肖哲にとって大きな意味を持ち、家計を助けるだけでなく4年ほど関西に仮住まいしながら諸社寺を巡り、什物の模写に明け暮れる。明治44年（1911年）9月東京に戻ってからの10年余りはこの成果を活かし、東京に居を構え数名の弟子とともに仏画を精力的に揮毫する。ところが、大正12年（1923年）関東大震災により、生活基盤と描いた仏画のほとんどを失ってしまう。以後、食客として高野山に5年にも渡り長期滞在し、数多くの仏画や障壁画を描く。その後も東京に一時的に戻ることはあっても、兵庫、淡路島、九州などの知人や知識人の間を転々と渡り歩き、石器の採集と模写を行う。70歳を過ぎたことに東京に戻り、余生を送る。昭和6年（1931年）3月9日には、東京美術学校創立当時回顧座談会に、板谷波山、六角紫水、早崎稉吉、岡本勝元、岡不朋、大橋雅彦、香取秀真、横山大観、高村光雲、正木直彦、木村武山、結城素明、溝口禎次郎、島田佳矣、鈴川信一らと参加している。しかし、当時の画壇に対して恨みにも近い疎外感を感じていたらしく、かつての美術学校騒動を天心の狂態のせいとしたり、秋水と天城が芳崖の贋作を作り、芳崖の名作と伝わる「仁王捉鬼」（東京国立近代美術館蔵）は実は天城の作品だと記すなど、肖哲が弟子仲間からも孤立している様子が窺える。
画壇との繋がりを持たなかったことや、作品が震災で焼けてしまったことから知名度は低く作品も余り確認されていない。美術史でも、芳崖の弟子としてその証言や遺墨集が引用されることはあっても、肖哲自身は等閑視されていた。しかし、肖哲の各種履歴文書や、画稿・粉本、自筆手記『雑事抄録』、考古資料を図入りで収録解説した手製本などが一括して発見され、翻刻された。更に2017年、福井県立美術館と山梨県立美術館で芳崖四天王をテーマにした展覧会が開かれて肖哲も取り上げられたことで、研究の端緒が開かれつつある。

## 作品
| 作品名             | 技法                   | 形状・員数               | 寸法（縦x横cm） | 所有者             | 年代                   | 落款・印章                                                                     | 備考                                                                                  |
| ------------------ | ---------------------- | ------------------------ | --------------- | ------------------ | ---------------------- | ------------------------------------------------------------------------------ | ------------------------------------------------------------------------------------- |
| 釈迦説法           | 絹本著色               | 1幅                      | 148.6x72.4      | 東京藝術大学       | 1893年（明治26年）     |                                                                                | 卒業制作                                                                              |
| 阿弥陀聖衆来迎図   |                        | 3幅                      |                 | 有志八幡講十八箇院 | 1923年（大正12年）     |                                                                                | 同院所蔵の国宝「阿弥陀聖衆来迎図」の模写。                                            |
| 白衣観音菩薩像     |                        | 1幅                      |                 | 高野山霊宝館       | 1924年（大正13年）     |                                                                                |                                                                                       |
| 二十五菩薩来迎図   | 絹本著色               | 1幅                      | 125.0x173.8     | 高野山本王院       | 1924年（大正13年）秋   |                                                                                |                                                                                       |
| 高野山三宝院障壁画 |                        | 44面                     |                 | 高野山三宝院       | 1925年（大正14年）     |                                                                                | 表書院所在                                                                            |
| 天女図             | 紙本金地著色・紙本著色 | 前者が襖16面 後者が襖8面 | 約170x92        | 高野山総持院       | 1926年（大正15年）11月 | 款記「大正十五年丙寅年霜月六十一歳肖哲筆」「肖哲高屋達信画」                   |                                                                                       |
| 吉祥天             |                        | 1幅                      |                 | 高野山霊宝館       | 1928年（昭和3年）      | 款記「奉 薬師寺吉祥天原図模 昭和三戊辰年正月下弦 肖哲」                        |                                                                                       |
| 将軍地蔵菩薩像     |                        | 1幅                      |                 | 高野山常喜院       |                        |                                                                                |                                                                                       |
| 弘法大師像         |                        | 1幅                      |                 | 金剛峯寺           | 1928年（昭和3年）9月   | 款記「肖哲藤原達信 行年六十三」                                                |                                                                                       |
| 高野山三宝院障壁画 |                        | 1幅                      |                 | 金剛峯寺           | 1928年（昭和3年）      |                                                                                |                                                                                       |
| 武帝達磨謁見図     | 絹本金地著色           | 六曲一双                 | 155.0x365.0     | 浅草寺             | 1940年（昭和15年）     | 右隻に款記「皇紀二千六百年皐月 年七十有五 肖哲」 左隻に款記「昭和庚辰年 肖哲」 | 大正8年（1919年）佐々木庄兵衛なる人物からの依頼画で、昭和30年（1950年）信徒から寄進。 |